# Норвешка на Светском првенству у атлетици на отвореном 2023.
Норвешка је на 19. Светском првенству у атлетици на отвореном 2023. одржаном у Будимпешти од 19. до 27. августа учествовала деветнаести пут, односно учествовала је на свим првенствима до данас. Репрезентација Норвешке је пријавила 26 спортиста (17 мушкараца и 9 жена), који су се такмичили у 21 дисциплини (12 мушких и 9 женских). ,
На овом првенству Норвешка је по броју освојених медаља заузела 9. место са 4 освојене медаље (2 златне, 1 сребрна и 1 бронзана). . У табели успешности према броју и пласману такмичара који су учествовали у финалним такмичењима (првих 8 такмичара) Норвешка је са 7 учесника у финалу заузела 13. место са 35 бодова. 
| Плас. | Земља    | 1. место | 2. место | 3. место | 4. место | 5. место | 6. место | 7. место | 8. место | Бр. финал. | Бод. |
| ----- | -------- | -------- | -------- | -------- | -------- | -------- | -------- | -------- | -------- | ---------- | ---- |
| 13.   | Норвешка | 2        | 1        | 1        | 0        | 0        | 1        | 1        | 1        | 7          | 35   |

## Учесници
| Мушкарци: - Хавард Бентдал Ингвалдсен — 400 м - Оле Јакоб Солбу — 800 м - Јакоб Ингебригтсен — 1.500 м, 5.000 м - Нарве Гиље Нордас — 1.500 м, 5.000 м - Магнус Тув Михре — 5.000 м - Хенрик Ингебригтсен — 5.000 м - Zerei Kbrom Mezngi — 10.000 м - Сондре Нордстад Моен — Маратон - Карстен Вархолм — 400 м препоне - Сондре Гутормсен — Скок мотком - Пал Хауген Лилефос — Скок мотком - Ингар Братсет-Киплесунд — Скок удаљ - Маркус Томсен — Бацање кугле - Ејвинд Хенриксен — Бацање кладива - Томас Мардал — Бацање кладива - Маркус Рут — Десетобој - Сандер Скотхеим — Десетобој | Жене: - Кристин Бјеланд Џенсен — 200 м - Хенриет Јегер — 400 м - Хеда Хине — 800 м - Амали Сетен — 1.500 м - Каролина Бјеркели Гревдал — 5.000 м - Лине Колостер — 400 м препоне - Лене Онсруд Рецијус — Скок мотком - Беатрис Недберг Лано — Бацање кладива - Сигрид Борге — Бацање копља |

## Освајачи медаља (4)

### злато (2)
- Јакоб Ингебригтсен — 5.000 м
- Карстен Вархолм — 400 м препоне

### сребро (1)
- Јакоб Ингебригтсен — 1.500 м

### бронза (1)
- Нарве Гиље Нордас — 1.500 м

## Резултати

### Мушкарци
| Атлетичар                 | Дисциплина     | Лични рекорд | Квалификације    | Квалификације | Полуфинале            | Полуфинале           | Финале               | Финале       | Детаљи |
| Атлетичар                 | Дисциплина     | Лични рекорд | Резултат         | Место         | Резултат              | Место                | Резултат             | Место        | Детаљи |
| ------------------------- | -------------- | ------------ | ---------------- | ------------- | --------------------- | -------------------- | -------------------- | ------------ | ------ |
| Хавард Бентдал Ингвалдсен | 400 м          | 44,86 НР     | 44,39 КВ, НР, ЛР | 1. у гр. 3    | 44,70 кв              | 3. у гр. 2           | 45,08                | 6 / 41 (45)  |        |
| Оле Јакоб Солбу           | 800 м          | 1:45,75      | 1:51,66          | 8. у гр. 4    | Није се квалификовао  | Није се квалификовао | Није се квалификовао | 55 / 60 (61) |        |
| Јакоб Ингебригтсен        | 1.500 м        | 3:28,32 НР   | 3:33,94 КВ       | 1. у гр. 1    | 3:34,98 КВ            | 1. у гр. 2           | 3:29,65              |              |        |
| Нарве Гиље Нордас         | 1.500 м        | 3:29,47      | 3:34,67 КВ       | 5. у гр. 3    | 3:32,81 КВ            | 5. у гр. 1           | 3:29,68              |              |        |
| Јакоб Ингебригстен        | 5.000 м        | 12:48,45 НР  | 13:36,21 КВ, ЛРС | 3. у гр. 1    |                       |                      | 13:11,30 ЛРС         |              |        |
| Нарве Гиље Нордас         | 5.000 м        | 13:05,38     | 13:36,55         | 8. у гр. 1    | 13:28,73              | 14 / 43 (44)         |                      |              |        |
| Магнус Тув Михре          | 5.000 м        | 13:09,44     | 13:36,36         | 11. у гр. 2   | Нису се квалификовали | 15 / 43 (44)         |                      |              |        |
| Хенрик Ингебригтсен       | 5.000 м        | 13:13,99     | 13:38,80         | 13. у гр. 2   | Нису се квалификовали | 24 / 43 (44)         |                      |              |        |
| Zerei Kbrom Mezngi        | 10.000 м       | 27:41,44     |                  |               |                       |                      | 28:30,76             | 18 / 22 (25) |        |
| Сондре Нордстад Моен      | Маратон        | 2:05:48      | 2:13:12          | 23 / 60 (85)  |                       |                      |                      |              |        |
| Карстен Вархолм           | 400 м препоне  | 45,94 СР     | 48,76 КВ         | 1. у гр. 3    | 47,09 КВ              | 1. у гр. 3           | 46,89                |              |        |
| Сондре Гутормсен          | Скок мотком    | 6,00         | 5,55             | 5. у гр. А    |                       |                      | Није се квалификовао | 20 / 29 (34) |        |
| Пал Хауген Лилефос        | Скок мотком    | 5,86 НР      | Без пласмана     | Без пласмана  | Није се квалификовао  | Није се квалификовао |                      |              |        |
| Ингар Братсет-Киплесунд   | Скок удаљ      | 8,21 НР      | 7,47             | 14. у гр. Б   | Нису се квалификовали | 31 / 37 (39)         |                      |              |        |
| Маркус Томсен             | Бацање кугле   | 21,09        | 19,97            | 10. у гр. Б   | Нису се квалификовали | 21 / 35 (37)         |                      |              |        |
| Ејвинд Хенриксен          | Бацање кладива | 81,58 НР     | 75,37 кв         | 5. у гр Б     | 77,06 ЛРС             | 7 / 33 (35)          |                      |              |        |
| Томас Мардал              | Бацање кладива | 77,97        | 73,13            | 8. у гр А     | Није се квалификовао  | 16 / 33 (35)         |                      |              |        |

#### Десетобој
| Дисциплина    | Маркус Рут | Маркус Рут  | Маркус Рут | Маркус Рут | Маркус Рут | Маркус Рут  |
| Дисциплина    | Лич. рек.  | Резултат    | Бод.       | Плас.      | Укупно     | Плас.       |
| ------------- | ---------- | ----------- | ---------- | ---------- | ---------- | ----------- |
| 100 м         | 10,81      | 10,84(.834) | 897        | 17.        | 897        | 17.         |
| Скок удаљ     | 7,53       | 7,62 ЛР     | 965        | 6.         | 1.862      | 10.         |
| Бацање кугле  | 15,31      | 13,22       | 681        | 20.        | 2.543      | 15.         |
| Скок увис     | 2,03       | 2,02        | 822        | 6.         | 3.365      | 14.         |
| 400 м         | 49,05      | 48,27 ЛР    | 896        | 9.         | 4.261      | 13.         |
| 110 м препоне | 14,23      | 14,47(.462) | 915        | 10.        | 5.176      | 13.         |
| Бацање диска  | 49,13      | 48,78 ЛРС   | 845        | 4.         | 6.021      | 10.         |
| Скок мотком   | 5,10       | 5,10 =ЛР    | 941        | 4.         | 6.962      | 7.          |
| Бацање копља  | 66,12      | 64,84       | 811        | 5.         | 7.773      | 6.          |
| 1500 м        | 4:29,66    | 4:34,11     | 718        | 11.        | 8.491      | 8.          |
| Десетобој     | 8.608 НР   |             |            |            | 8.491      | 8 / 15 (24) |

| Дисциплина    | Сандер Скотхеим | Сандер Скотхеим | Сандер Скотхеим | Сандер Скотхеим | Сандер Скотхеим | Сандер Скотхеим |
| Дисциплина    | Лич. рек.       | Резултат        | Бод.            | Плас.           | Укупно          | Плас.           |
| ------------- | --------------- | --------------- | --------------- | --------------- | --------------- | --------------- |
| 100 м         | 10,76           | 10,89           | 885             | 18.             | 885             | 18.             |
| Скок удаљ     | 7,74            | 7,80 ЛР         | 1.010           | 2.              | 1.895           | 9.              |
| Бацање кугле  | 14,48           | 13,35           | 689             | 19.             | 2.584           | 13.             |
| Скок увис     | 2,20            | 2,11            | 906             | 1.              | 3.490           | 8.              |
| 400 м         | 47,64           | 48,48           | 886             | 12.             | 4.376           | 10.             |
| 110 м препоне | 13,97           | 14,96           | 854             | 17.             | 5.230           | 10.             |
| Бацање диска  | 44,80           | 39,07           | 646             | 18.             | 5.876           | 13.             |
| Скок мотком   | 5,35            | 4,80            | 849             | 8.              | 6.725           | 11.             |
| Бацање копља  | 62,11           | 59,05           | 724             | 11.             | 7.449           | 11.             |
| 1500 м        | 4:16,60         | 4:19,64         | 814             | 1.              | 8.263           | 10.             |
| Десетобој     | 8.590           |                 |                 |                 | 8.263           | 10 / 15 (24)    |

### Жене
| Атлетичарка               | Дисциплина     | Лични рекорд | Квалификације | Квалификације | Полуфинале            | Полуфинале            | Финале                | Финале       | Детаљи |
| Атлетичарка               | Дисциплина     | Лични рекорд | Резултат      | Место         | Резултат              | Место                 | Резултат              | Место        | Детаљи |
| ------------------------- | -------------- | ------------ | ------------- | ------------- | --------------------- | --------------------- | --------------------- | ------------ | ------ |
| Кристин Бјеланд Џенсен    | 200 м          | 23,16        | 23,55         | 7. у гр. 5    | Нису се квалификовале | Нису се квалификовале | Нису се квалификовале | 41 / 44 (45) |        |
| Хенриет Јегер             | 400 м          | 51,06        | 51,33         | 4. у гр. 5    | Нису се квалификовале | Нису се квалификовале | Нису се квалификовале | 23 / 48      |        |
| Хеда Хине                 | 800 м          | 1:58,10 НР   | 2:01,00 ЛРС   | 8. у гр. 6    | Нису се квалификовале | Нису се квалификовале | Нису се квалификовале | 33 / 56      |        |
| Амали Сетен               | 1.500 м        | 4:08,29      | 4:08,08 ЛР    | 11. у гр. 4   | Нису се квалификовале | Нису се квалификовале | Нису се квалификовале | 43 / 55 (56) |        |
| Каролина Бјеркели Гревдал | 5.000 м        | 14:31,07 НР  | 15:08,96      | 11. у гр. 1   |                       |                       | Нису се квалификовале | 8 / 38 (40)  |        |
| Лине Колостер             | 400 м препоне  | 53,91        | 55,23 КВ      | 4. у гр. 4    | 55,43(.429)           | 7. у гр. 2            | Нису се квалификовале | 20 / 41      |        |
| Лене Онсруд Рецијус       | Скок мотком    | 4,70         | 4,60 ЛРС      | 9. у гр. А    |                       |                       | Нису се квалификовале | 15 / 32 (37) |        |
| Беатрис Недберг Лано      | Бацање кладива | 72,10 НР     | 69,11         | 11. у гр. Б   | 21 / 35 (36)          |                       | Нису се квалификовале |              |        |
| Сигрид Борге              | Бацање копља   | 66,50        | 53,34         | 16. у гр. Б   | 34 / 34 (36)          |                       | Нису се квалификовале |              |        |